# Academia Fútbol Club
Maillots
L'Academia Fútbol Club est un club de football colombien basé à Bogota.

## Palmarès
| Compétitions nationales                              | Compétitions internationales |
| - Championnat de Colombie D2 - Vice-Champion : 1997. | Aucun                        |